# ヴィレム・カップ
ヴィレム・カップ（エストニア語: Villem Kapp、1913年9月7日 - 1964年3月24日）はエストニアの作曲家。

## 経歴
1913年、ロシア帝国領スーレ・ヤーニで生まれた。父のハンス・カップ（1870-1938）はスーレ・ヤーニの混声合唱団の指導者として知られ、叔父のアルトゥール・カップは作曲家であった。1938年までオルガンを学んだ後、ヘイノ・エッレルに作曲を学んだ。またタリン音楽院で叔父のアルトゥールからも学んでいる。
1938年から1939年までタルトゥの合唱団でオルガニストを務めた。第二次世界大戦後は主に作曲家として活動し、1944年から1964年に死去するまでタリン音楽院で作曲を教えた。1950年にエストニア国家賞を受賞し、1963年にエストニア共和国人民芸術家の称号を得た。

## 作曲作品
作品にはオペラ、カンタータ、2つの交響曲、合唱曲、歌曲などがある。作風は豊かなメロディーが特徴で、国民楽派とみなすことができる。

## 文献
- Helga Tõnson: Villem Kapp. Tallinn 1967